# 2204 Lyyli
2204 Lyyli (1943 EQ) là một tiểu hành tinh bay qua Sao Hỏa được phát hiện ngày 3 tháng 3 năm 1943 bởi Y. Vaisala ở Turku.